# Museum Frühmesshaus Bartholomäberg

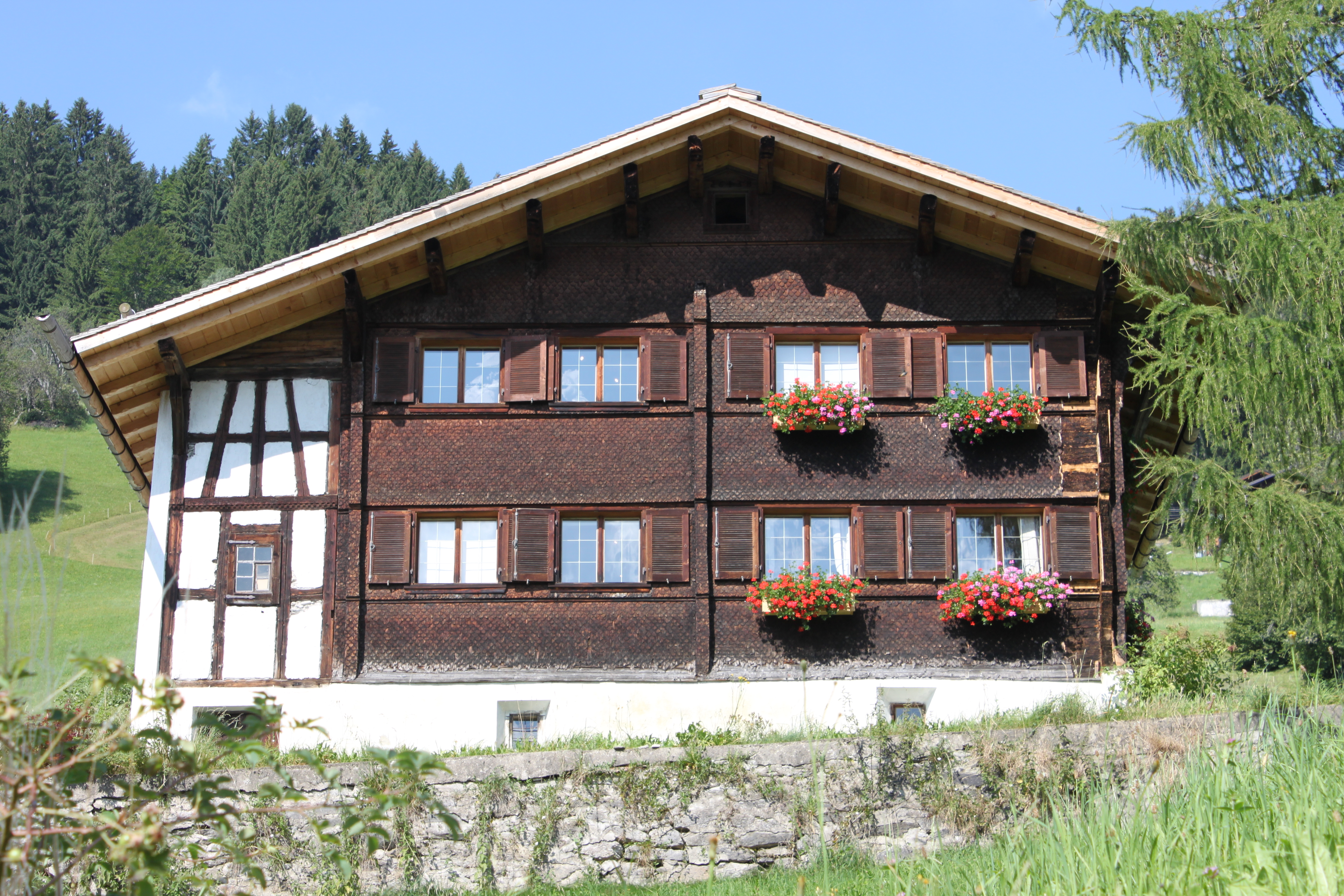
Museum Frühmesshaus

Das Museum Frühmesshaus Bartholomäberg ist ein Museum in der Gemeinde Bartholomäberg auf Dorf 11.

## Geschichte
Für Bartholomäberg wird für die Gründung der ersten römisch-katholischen Pfarre im Montafon das Jahre 1350 angenommen, die Mutterkirche war die Laurentiuskirche in Bludenz. Die Pfarrer waren durchweg Personen aus dem Ort. Auch die Frühmesser waren zumeist Einheimische, die im Nebenerwerb das kleine Frühmessgut bewirtschafteten, etwas Wiese mit Viehwirtschaft und etwas Wald für Brennholz, um so ein etwas besseres Auskommen zu haben. Ab 1850 wurde von der Kirchenleitung der Einsatz von Einheimischen vermieden.
Das im Jahre 1657 errichtete Frühmesshaus diente den jungen Priestern, die zumeist nur für ein Jahr in der Pfarre eingesetzt wurden, als Unterkunft. Im Montafon war die Bezeichnung „Frühmesser“ im Gebrauch, weil der Frühmesser die zeitlich erste Messfeier las. Die kurze Verweildauer und auch die Nichtbestellung eines Frühmessers bewirkte geringe Veränderungen an der Bausubstanz des Wohnhauses, was mit eine Ursache war, dass das Bundesdenkmalamt dieses einfache ursprüngliche Gebäude ohne spätere Umbauten oder Zubauten unter Denkmalschutz stellte. Im Montafoner Heimatbuch aus 1974 wurde bereits die Priesternot unserer Zeit beklagt, die die Kuratie Innerberg verwaisen ließ und dazu geführt hat, dass im ganzen Dekanat Montafon nur noch der Hauptort Schruns einen Frühmesser hatte, und so bewirkte, dass Frühmesshäuser leerstanden und Frühmessgüter verkauft wurden.

## Museum
Das Haus wurde von der Gemeinde Bartholomäberg gekauft und restauriert und wurde am 6. Juni 2009 als 50. Museum in Vorarlberg eröffnet. Zum Kurator wurde Bruno Winkler bestellt.
Der Heimatschutzverein Montafon ist Träger des Museums und der Eigentümer der Sammlung.

## Ausstellungen
- 2009: Welche Aussicht! Bergpanorama und Hausgeschichte. Teil einer vierteiligen Ausstellung Mensch & Berg im Verbund mit dem Montafoner Heimatmuseum Schruns, Montafoner Tourismusmuseum Gaschurn und dem Montafoner Bergbaumuseum Silbertal.[5]
- 2010: Historische Erzählbilder von Zerstörung und Not im Montafon. Teil einer vierteiligen Ausstellung Jahre der Heimsuchung im Verbund mit dem Montafoner Heimatmuseum Schruns, Montafoner Tourismusmuseum Gaschurn und dem Montafoner Bergbaumuseum Silbertal.
- 2011: "Die Welt des Luzius Hauser – Pfarrer, Hexenfinder, Heiler" Ein Einblick in Seelsorge, Hexenverfolgung, Wunderheilungen und Gegenreformation im Montafon im 17. Jahrhundert. Zwischen 1628 und 1666 wirkte Luzius Hauser als Pfarrer in Bartholomäberg. Bedeutung über sein seelsorgerisches Schaffen hinaus erreichte er als gefragter "Hexenfinder" und "Geistheiler". Das magische Wirken Luzius Hausers und sein Ruf als Heiler reichten weit über Vorarlberg hinaus bis in den Bodenseeraum, nach Tirol und wohl auch bis nach Graubünden. Auch bei Tierkrankheiten wurde er nach seinem Heilwissen gefragt. Als Seelsorger im Zeitalter der Glaubensspaltung hinterließ er den Frühmessern eine umfangreiche Bibliothek theologischer Werke mit der Auflage, seine Ideologien und Thesen weiter anzuwenden und einzusetzen.[6]
- 24. September 2013: Eröffnung der Sonderausstellung zur frühen Bergbau- und Besiedlungsgeschichte des Montafons (vorbereitet durch die Goethe-Universität Frankfurt zusammen mit der Gemeinde Bartholomäberg und den Montafoner Museen)